# Tetraponera scotti
Tetraponera scotti är en myrart som beskrevs av Horace Donisthorpe 1931. Tetraponera scotti ingår i släktet Tetraponera och familjen myror. Inga underarter finns listade i Catalogue of Life.